# Sceliphron caementarium
Sceliphron caementarium là một loài côn trùng cánh màng trong họ Sphecidae, thuộc chi Sceliphron. Loài này được Drury miêu tả khoa học đầu tiên năm 1773.
Chúng là những côn trùng sống đơn độc và xây tổ bùn, tại các địa điểm có mái che, thường là trên cấu trúc nhân tạo như cầu, nhà kho, cổng vòm mở hoặc dưới mái hiên nhà. Những tổ được không tích cực bảo vệ, và chúng ít khi đốt người.
Có khoảng 30 loài khác Sceliphron phân bố trên toàn thế giới, mặc dù về ngoại hình và thói quen của họ là khá tương tự như S. caementarium. S. caementarium phổ biến ở Canada, Hoa Kỳ, Trung Mỹ, Nam Phi và Tây Ấn, và đã được du nhập tới nhiều đảo Thái Bình Dương (bao gồm cả Úc, Hawaii và Nhật Bản), Peru và châu Âu, nơi mà nó đã trở thành thành lập ở các lưu vực Địa Trung Hải phía Tây.

## Hình ảnh

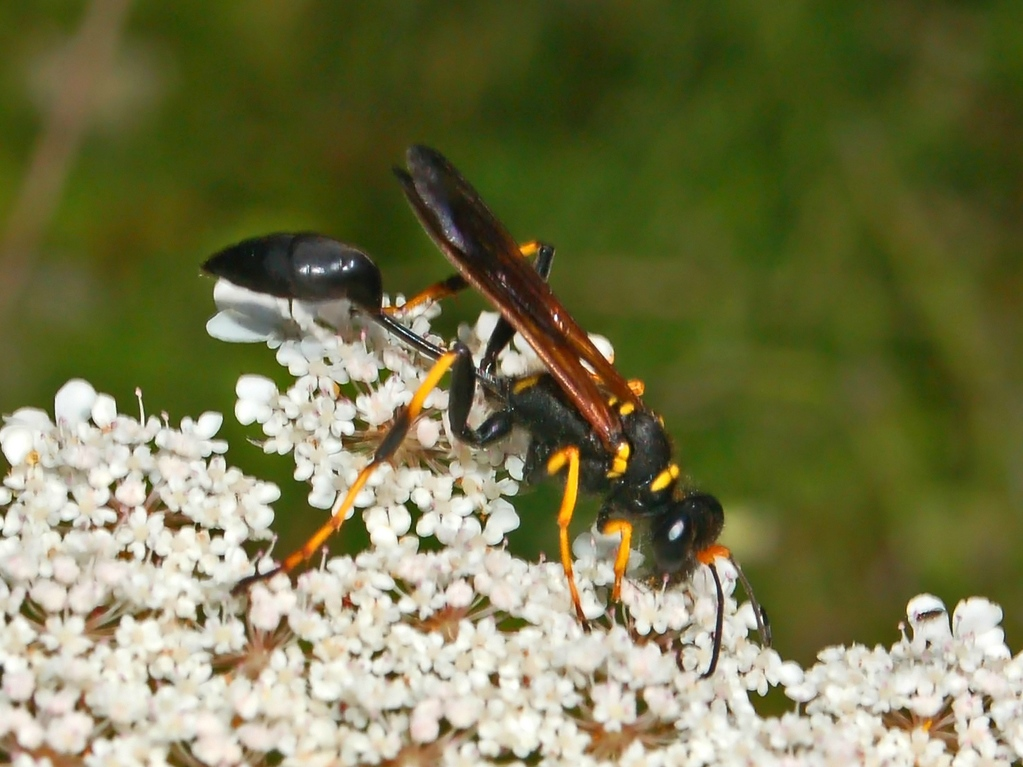
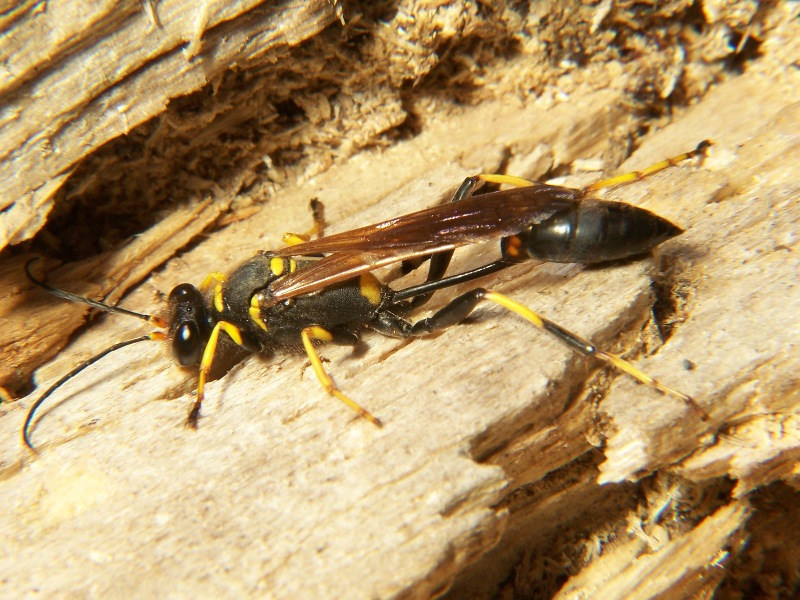
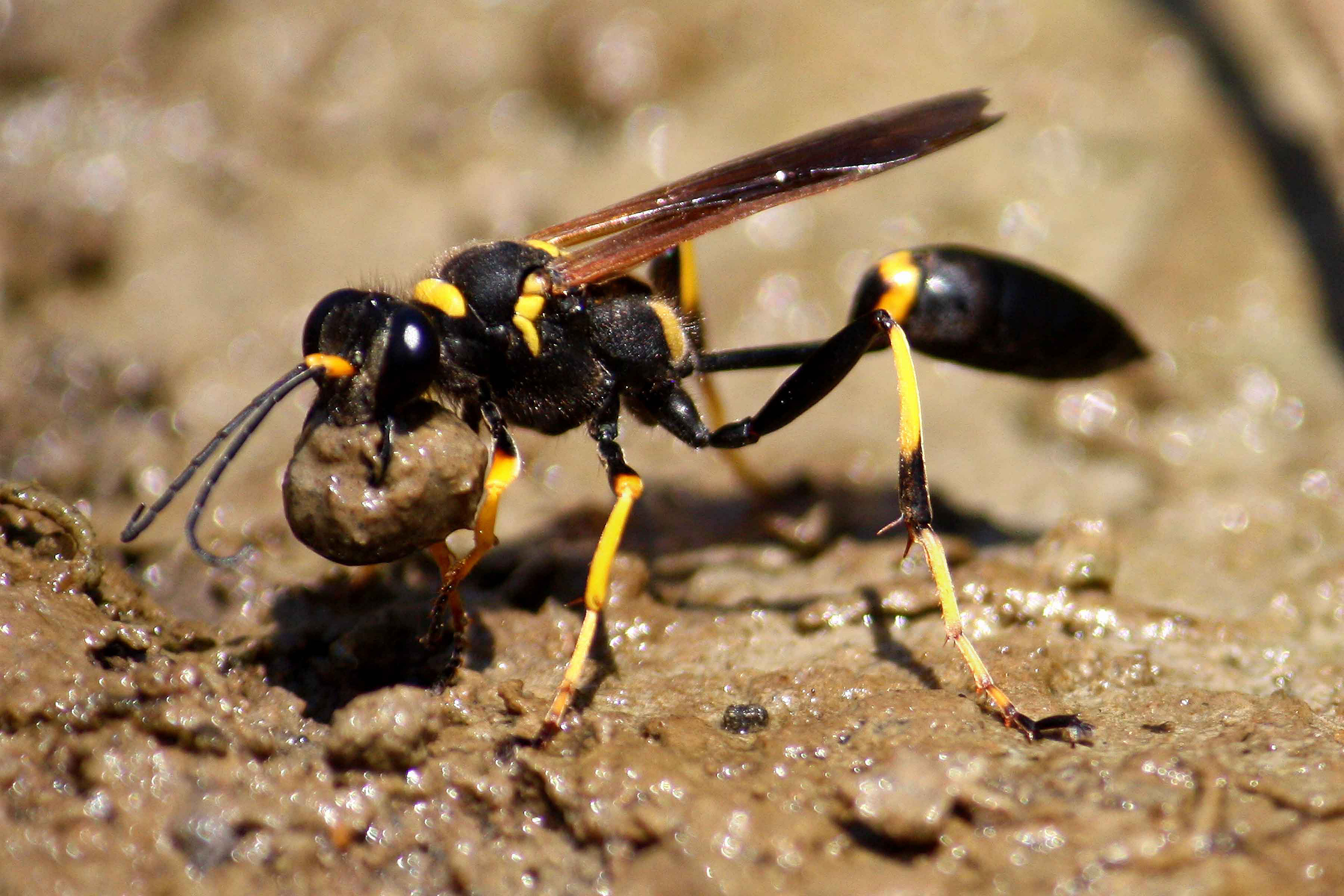
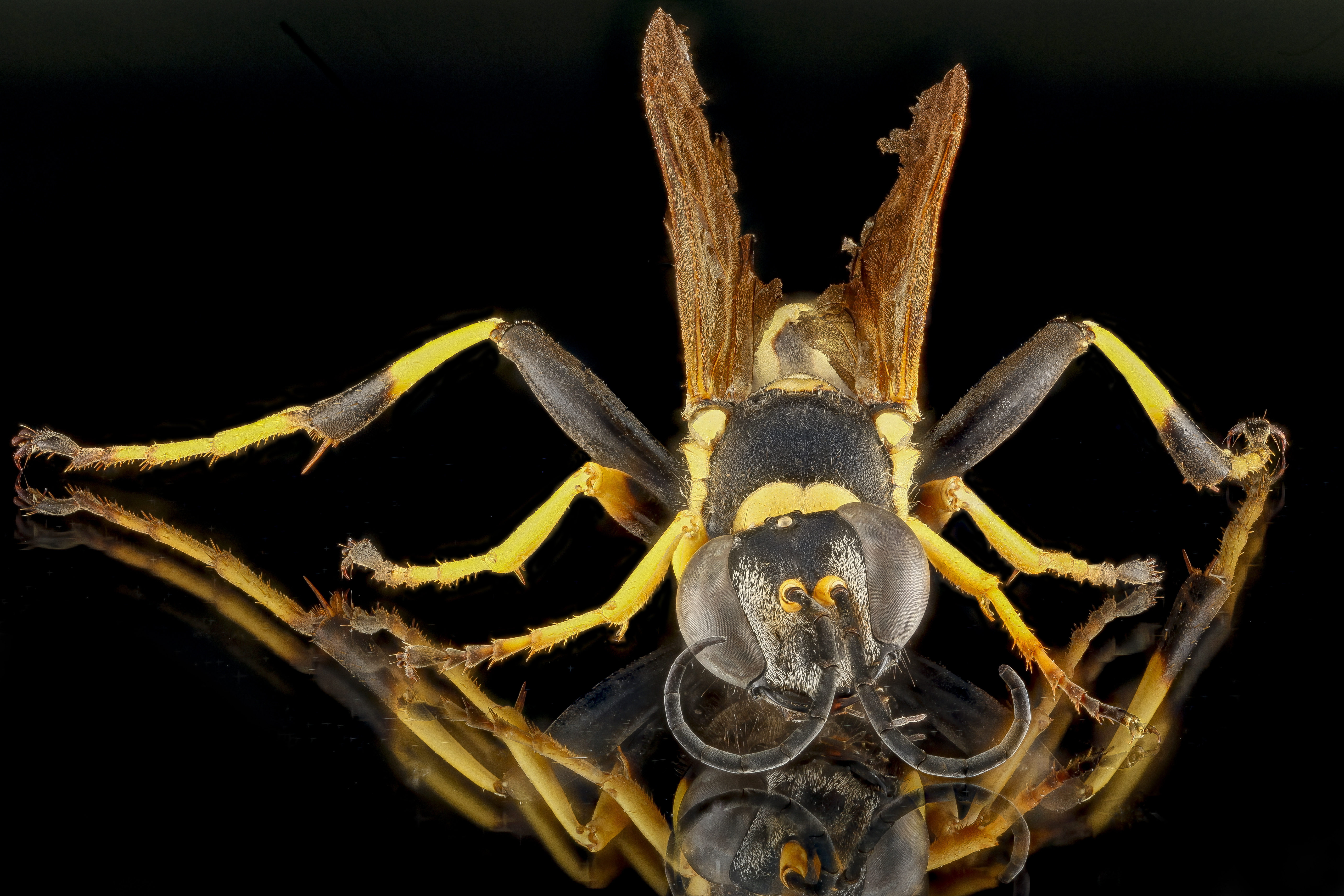